# Од (река)
Од (фр. Aude) — река на юге Франции длиной 224 км. В основном течёт по территории региона Окситания. Река дала название департаменту Од. Площадь водосборного бассейна — 6074 км².
Берёт начало из одноимённого озера на высоте 2136 м над уровнем моря.

## Этимология
Впервые упоминается в руссильонском циркуляре 1432 года.
В древности и в средние века имела множество названий: Нарбон (Полибий), Атакс (Страбон, Плиний Старший, Помпоний Мела), Адис, снова Атакс, Fluvium Atacis, Flumine Atace, Flumen Ataze или же Juxta Aditum fluvium. Вероятно, настоящее название происходит от деформированного Атакс, данного Страбоном (География, книга IV). В свою очередь, имя Атакс происходит от галльского слова atacos, означающего бурный, очень быстрый.

## Паводок 1999 года
Для средиземноморского климата характерен высокий уровень осадков, выпадающих осенью, что может стать причиной разрушительных паводков.
12-13 ноября 1999 года в нижнем течении реки произошёл паводок, имевший катастрофические последствия: 35 погибших, сотни спасённых с помощью плавсредств, тысячи повреждённых жилищ и предприятий, 5000 гектаров частично опустошённых виноградников, также были повреждены водопровод, канализация и свалка. Причиной паводка стало сочетание двух факторов — невиданный уровень осадков (в Лезиньян-Корбьер до 620 мм, то есть больше годовой нормы осадков), а также сильный шторм в Лионском заливе, который вызвал подъём воды в море на 80 см, помешав (наряду с волнением и ветром) беспрепятственному стоку огромного количества воды.